# 大卫·布朗陨石坑

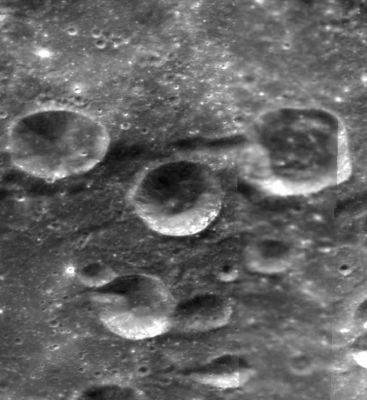
克莱门汀号拍摄，大卫·布朗陨石坑位于图中间，左上方是拉蒙陨石坑、右上方为麦库尔陨石坑、左下方则是乔娜陨石坑。

大卫·布朗陨石坑（D. Brown）是月球背面位于巨大的阿波罗环形山内东南的一座小撞击坑，其名称取自美国宇航局宇航员，在哥伦比亚号航天飞机失事中罹难的大卫·麦克道尔·布朗（1956年-2003年），2006年被国际天文学联合会批准接受。

## 描述
该陨坑位于阿波罗环形山坑内东南部，周边相邻着一些同样以牺牲于哥伦比亚号航天飞机事故人员名字命名的撞击坑。西北为拉蒙陨石坑，东北是麦库尔陨石坑，乔娜陨石坑则位于它的西南偏南方。该陨坑中心月面坐标为41°39′S 147°10′W / 41.65°S 147.16°W。直径16.12公里，深度约2.583公里。
大卫·布朗陨石坑几乎未受侵蚀，外观呈南北偏长的卵形状，坑壁边沿尖峭，最大高出周边地形600米。陨坑内侧坡宽坦，坡面延伸长度将近陨坑直径的一半，坑内地表相对平坦，散布有数座小山丘。

## 另请查看
- 月球陨石坑
- 行星体系命名法
- 月面学
- 月岩
- 后期重轰炸期